# The Temptations
The Temptations est un groupe américain de soul et rhythm and blues fondé en 1961 à Détroit dans le Michigan.
Leur répertoire comprend des classiques de la musique américaine populaire des années 1960, comme My Girl et Papa Was a Rollin' Stone, qui se sont classés numéro 1 des ventes aux États-Unis. Le groupe a remporté plusieurs Grammy Awards. Ils sont introduits au Rock and Roll Hall of Fame en 1989. Une étoile à leur nom est inaugurée en 1994 sur le Walk of Fame de Hollywood.

## Biographie

### Origines du groupe
Les Temptations se forment en 1961 et comprend à l'origine des chanteurs ayant appartenu à deux groupes différents, The Distants et The Primes. Le premier est formé à Détroit en 1959 par Otis Williams. Le groupe est d'abord baptisé The Elegants, puis The Questions. Il est également composé de Elbridge Bryant (en), Melvin Franklin (en), Richard Street et James Crawford. Un label local, Northern Records, édite leur single Come On en 1959. Lorsque Crawford et Street annoncent leur départ, Otis Williams invite Eddie Kendricks et Paul Williams à les rejoindre. Ces derniers ont fondé The Primes à Birmingham dans l'Alabama, avant de s'établir à Cleveland. Leur manager Milton Jenkins les convainc de rejoindre Détroit. La formation, qui a débuté sous le nom de The Cavaliers, compte également dans ses rangs Wiley Waller et Kell Osborne. En 1960, le départ de ce dernier entraîne leur séparation,.

### Débuts des Temptations
Le quintette nouvellement assemblé est composé de Otis Williams, Elbridge Bryant, Melvin Franklin, Eddie Kendricks et Paul Williams. Ils se rebaptisent The Elgins, répètent et se produisent dans des clubs. Le groupe améliore notamment son jeu de scène, grâce aux chorégraphies mises au point par Paul Williams. En 1961, ils passent une audition puis signent un contrat avec le label Miracle Records, filiale de Motown, et adoptent le nom sous lequel ils se rendront célèbres,. Oh Mother of Mine, le premier single des Temptations, est édité par Miracle en juillet 1961. À partir de l'année suivante, ils enregistrent pour Gordy Records, un nouveau label lancé par Berry Gordy, le fondateur de la Motown. Leur premier succès, Dream Come True, sort en avril 1962 et atteint la 22e place du hit-parade rhythm and blues. En 1963, Elbridge Bryant quitte le groupe et est remplacé par David Ruffin.

### Au sommet de leur popularité
À partir de 1964, les Temptations travaillent avec Smokey Robinson, du groupe The Miracles, qui produit The Way You Do the Things You Do et Girl (Why You Wanna Make Me Blue). Premiers titres d'une longue série de hits, ils se classent respectivement 11e et 26e du Billboard Hot 100,. Leur premier album, titré Meet the Temptations, rencontre un succès mitigé. Ils passent beaucoup de temps sur les routes, se produisent en tête d'affiche et prennent également part aux Motortown Revues, des tournées organisés par Motown rassemblant plusieurs artistes du label. En 1965, ils placent plusieurs titres dans le Top 20, dont It's Growing, Since I Lost My Baby et Don't Look Back, et obtiennent leur premier numéro 1 aux États-Unis grâce à My Girl. La chanson a été écrite par Robinson pour mettre en valeur la voix de David Ruffin, qui assure le chant principal (lead singer). Elle figure également dans le classement des meilleures ventes au Royaume-Uni, où elle atteint le 43e rang,.
Les Temptations deviennent l'un des groupes les plus populaires de l'histoire de la musique noire américaine,. Le quintette enchaîne les tubes sous la houlette de Smokey Robinson, puis de Norman Whitfield et Brian Holland. Whitfield fait évoluer le son du groupe vers le psychédélisme, les paroles de leurs chansons abordent maintenant des thèmes sociaux,. En 1968, ils deviennent les premiers artistes du label Motown à recevoir un Grammy grâce à l'album Cloud Nine. Ils collaborent avec The Supremes, le groupe féminin emmené par Diana Ross, sur plusieurs albums. Les Temptations enregistrent un nouveau « classique » de leur répertoire, Papa Was a Rollin' Stone, qui se classe numéro 1 du hit-parade rhythm and blues et du Billboard Hot 100, et obtient la 14e place des charts britanniques,. Vendu à deux millions d'exemplaires, le disque est récompensé par trois Grammys.

### Départs successifs
Le quintette composé de Otis Williams, David Ruffin, Melvin Franklin (en), Eddie Kendricks et Paul Williams, considéré comme la « formation classique » des Temptations, se dissout progressivement,. David Ruffin quitte le groupe afin de mener à bien une carrière en solo, il est remplacé par Dennis Edwards en 1968. En 1971, deux membres fondateurs des Temptations ayant également fait partie des Primes, Eddie Kendricks et Paul Williams, annoncent leur départ. Ce dernier se retire pour raisons de santé. Ils sont remplacés par Damon Harris (en) et Richard Street. Par la suite, la composition du groupe évolue fréquemment. Dès 1975, Harris cède sa place à Glenn Leonard,. En 1977, Dennis Edwards se lance à son tour en solo.

### Fin des années 1970
L'album A Song for You, produit par Gordy et Jeffrey Bowen, dans lequel les Temptations se concentrent de nouveau sur les harmonies vocales, fait figure de retour aux sources. Néanmoins, ils ne s'entendent pas avec Bowen, qui termine les disques suivants, House Party et Wings of Love, sans leur accord. Leur contrat avec la Motown expire en 1976. Mécontents de leur situation, notamment sur le plan financier, ils envisagent de quitter la maison de disques fondée par Berry Gordy, suivant l'exemple d'autres stars ayant fait sa réputation, comme les Four Tops et les Jackson Five. Les Temptations composent et produisent eux-mêmes un dernier album pour Motown. Titré The Temptations Do the Temptations, il est bien reçu par la critique mais souffre d'un manque de promotion.

### Atlantic Records
Les Temptations signent avec le label Atlantic Records en 1976 et engagent une collaboration avec le compositeur Ron Tyson. Mais, dans une époque marquée par le disco, leurs harmonies vocales ne font plus recette. Les albums Here to Temp You et Bare Back sont des échecs commerciaux, et un troisième disque enregistré pour Atlantic ne voit jamais le jour. Kenny Gamble, fondateur du label Philadelphia International Records, se propose de les produire à condition que d'anciens membres réintègrent le groupe. Il souhaite réunir Otis Williams et Melvin Franklin (en) avec David Ruffin — parti en 1968 —, Eddie Kendricks — parti en 1971 — et Dennis Edwards — parti en 1977 —, mais ne peut concrétiser son projet,.

### Retour chez Motown
Berry Gordy essaie de les convaincre de rejoindre Motown Records et, après avoir négocié un pourcentage sur les droits d'édition musicale (publishing rights), le groupe accepte de signer un nouveau contrat avec le label. Dennis Edwards reprend sa place au sein des Temptations, qui renouent avec le succès en 1980 grâce au single Power,. David Ruffin et Eddie Kendricks les rejoignent en 1982 pour enregistrer l'album Reunion. Toujours populaires auprès du public américain, bien que les ventes de leurs disques soient sur le déclin, ils effectuent une tournée nationale à guichets fermés. Des tensions réapparaissent au sein du groupe, et entre les Temptations et leur label. Le président de Motown, Jay Lasker, met un terme à leur collaboration. La rupture avec la maison de disques entraîne la fin de la formation réunie quelques mois auparavant.

## Style musical et influences
Plusieurs membres des Temptations, comme Paul Williams, David Ruffin ou encore Dennis Edwards, sont capables d'assumer le rôle de chanteur principal (lead singer), dont la voix est mise en avant. De nombreuses compositions de leur catalogue tirent parti de cette particularité, notamment au cours de la période « psychédélique » du groupe, et permettent à plusieurs chanteurs de se partager la tâche.
Le style des Temptations est également caractérisé par leurs tenues de scène et leurs chorégraphies. Ils se distinguent des autres groupes par leur élégance.

## Récompenses
Les Temptations sont introduits au Rock and Roll Hall of Fame en 1989. Une étoile du Walk of Fame de Hollywood est dédiée au groupe en 1994.
Les albums Cloud Nine et Ear-Resistable remportent un Grammy, respectivement en 1968 et 2000. La chanson Papa Was a Rollin' Stone est récompensée en 1972. En 2013, la Recording Academy remet au groupe un « Lifetime Achievement Award » récompensant l'ensemble de leur carrière.

## Membres des Temptations

### Membres actuels
- Otis Williams : depuis 1961
- Ron Tyson : depuis 1983
- Terry Weeks : depuis 1997
- Joe Herndon : depuis 2003
- Bruce Williamson : depuis 2007

### Anciens membres
- Elbridge Bryant (en) : de 1961 à 1963 (mort en 1975)
- Paul Williams : de 1961 à 1971 (mort en 1973, suicide)
- Eddie Kendricks (Edward James Kendrick) : de 1961 à 1971 et en 1982 (mort en 1991)
- Melvin Franklin (en) : de 1961 à 1995 (mort en 1995)
- David Ruffin : de 1964 à 1968 et en 1982 (mort en 1991)
- Dennis Edwards : de 1968 à 1977, puis de 1980 à 1983 et enfin de 1987 à 1988 (mort en 2018)
- Ricky Owens : en 1971
- Damon Harris (en) : de 1971 à 1975 (mort en 2013)
- Richard Street : de 1971 à 1992 (mort en 2013)
- Glenn Leonard : de 1975 à 1983
- Louis Price : de 1977 à 1980
- Ali Woodson : de 1983 à 1986 et de 1988 à 1996 (mort en 2010)
- Theo Peoples : de 1992 à 1998
- Ray Davis : de 1995 à 1996
- Harry McGillberry : de 1996 à 2003 (mort en 2006)
- Barrington Henderson : de 1998 à 2003
- G.C. Cameron : de 2003 à 2007

## Discographie

### Albums
- Meet the Temptations (1964)
- The Temptations Sing Smokey (1965)
- The Temptin' Temptations (1965)
- Gettin' Ready (1966)
- With a Lot o' Soul (1967)
- In a Mellow Mood (1967)
- Wish It Would Rain (1968)
- Diana Ross and the Supremes Join the Temptations (1968) (avec Diana Ross and The Supremes)
- Cloud Nine (1969)
- Together (en) (1969) (avec Diana Ross and The Supremes)
- Puzzle People (1969)
- Psychedelic Shack (1970)
- The Temptations Christmas Card (en) (1970)
- Sky's the Limit (en) (1971)
- Solid Rock (en) (1972)
- All Directions (1972)
- Masterpiece (en) (1973)
- 1990 (en) (1973)
- A Song for You (en) (1975)
- House Party (en) (1975)
- Wings of Love (en) (1976)
- The Temptations Do the Temptations (en) (1976)
- Hear to Tempt You (1977)
- Bare Back (1978)
- Power (1980)
- Give Love at Christmas (en) (1980)
- The Temptations (1981)
- Reunion (en) (1982)
- Surface Thrills (en) (1983)
- Back to Basics (1983)
- Truly for You (en) (1984)
- Touch Me (1985)
- To Be Continued... (en) (1986)
- Together Again (en) (1987)
- Special (1989)
- Milestone (1991)
- For Lovers Only (en) (1995)
- Phoenix Rising (en) (1998)
- Ear-Resistible (en) (2000)
- Awesome (2001)
- Legacy (en) (2004)
- Reflections (2006)
- Back to Front (en) (2007)
- Still Here (2010)
- All The Time (2018)

### Concerts
- Temptations Live! (en) (1967)
- Live at the Copa (en) (1968)
- Live at London's Talk of the Town (en) (1970)
- The Temptations in Japan (en) (1973)

### Bandes-son
Les pistes de ces trois albums sont tirées de trois émissions télévisées spéciales dont les Temptations étaient les vedettes.
- TCB (en) (1968) (avec Diana Ross and The Supremes)
- The Temptations Show (en) (1969)
- On Broadway (en) (1969) (avec Diana Ross and The Supremes)

### Ouvrages
1. 1 2  Gulla 2008, p. 269
2. 1 2  Jana Pendragon
3. 1 2 3 4 5 6 7  Warner 2006, p. 462
4. ↑  Ribowsky 2010, p. 69
5. ↑  Gulla 2008, p. 272
6. ↑  Gulla 2008, p. 267
7. 1 2 3 4  Warner 2006, p. 463
8. ↑  Gulla 2008, p. 279
9. ↑  Gulla 2008, p. 281
10. 1 2 3 4  Gulla 2008, p. 268
11. 1 2 3  Gulla 2008, p. 282
12. 1 2  Gulla 2008, p. 283
13. ↑  Ribowsky 2010, p. 261
14. ↑  Ribowsky 2010, p. 263
15. 1 2  Gulla 2008, p. 284

### Autres sources
1. 1 2 3 4 5  (en) « Biographie des Temptations », Rolling Stone, 2001
2. ↑  (en) Elizabeth Blair, « The NPR 100: 'My Girl' », National Public Radio, 4 juin 2000
3. 1 2  (en) « The Temptations », The Official Charts Company
4. ↑  (en) « Biographie des Temptations », Songwritershalloffame.org
5. ↑  (en) Jason Ankeny, « Biographie des Temptations », AllMusic
6. ↑  (en) T. Shawn Taylor, « Star-less Temptation », Chicago Tribune, 2 octobre 1994
7. ↑  (en) « The Temptations: Awards », AllMusic
8. ↑  (en) « Lifetime Achievement Award: The Temptations », Grammy.com, 28 janvier 2013